# Michel Delfau
Pour les articles homonymes, voir Delfau.
Michel Delfau, né le 28 septembre 1933 à Elbeuf et mort le 13 juillet 2005 à Créteil, est un homme d'affaires français. Il possédait des sociétés spécialisées dans le nettoyage industriel et le gardiennage et fut[Quand ?] au centre de l'affaire Delfau (ou affaire Bédier), une affaire politico-financière française des années, impliquant plusieurs élus UMP des Yvelines, dont Pierre Bédier, député-maire UMP de Mantes-la-Jolie, ancien secrétaire d'État aux Programmes immobiliers de la justice, actuel président du conseil départemental des Yvelines, Jacques Masdeu-Arus, député-maire UMP de Poissy, et Gilles Forray, élu municipal (UMP) de Poissy (Yvelines).

## Parcours
L'entreprise de Michel Delfau assurait à l'origine le nettoyage des usines Peugeot de Poissy. Michel Delfau rencontre Pierre Bédier au début des années 1980. Après les victoires électorales de Jacques Masdeu-Arus en 1983 à Poissy et Pierre Bédier à Mantes-la-Jolie en 1995, il bénéficie de marchés publics dans ces deux villes.
Avant de créer la société de nettoyage AINET, Michel Delfau dirigeait la Société NOTA INTERIM, puis SIE, durant des années et ce jusqu'en 1979 il fut le plus important fournisseur de l'entreprise Peugeot, avec plus de 10 000 intérimaires sur la France et une pointe de presque 17 000 salariés avant un dépôt de bilan à l'annonce d'une taxe sur l'intérim lors du programme commun de la gauche à l'élection présidentielle. 
L'entreprise de nettoyage n'opérait pas uniquement dans les municipalités, elle était le précurseur du Bio nettoyage certifiée ISO santé, respectant ainsi les normes en matière de lutte contre les infections nosocomiales, avec du personnel formé dans cette spécialité pour les hôpitaux et cliniques de Versailles, Saint-Germain, Poissy, Mantes-la-Jolie, Les Mureaux, etc.

## Affaire Delfau

### Marchés publics des Yvelines
Michel Delfau est soupçonné d'avoir détourné des fonds au profit d'élus UMP des Yvelines, qui répondent de « recel d'abus de biens sociaux » et de « corruption passive ». Michel Delfau a admis avoir financé la campagne du député Jacques Masdeu-Arus à Poissy (les faits sont prescrits), et aider Pierre Bédier à Mantes-la-Jolie en finançant sa société de communication. 
Les enquêteurs de la brigade financière ont épluché les marchés publics confiés aux entreprises de Delfau et relevé quelques « anomalies ».
Le contrat de nettoyage à Poissy est reconduit en 2002 alors qu'il « ne présente pas meilleure offre en termes de prix », selon l'ordonnance de renvoi en correctionnelle du juge Philippe Courroye. Le mieux-disant, Penauille, est écarté pour « défaut d'encadrement ». À Mantes, Delfau est reconduit en 2000 alors qu'il n'arrive qu'en troisième position en termes de prix, mais il serait cependant est le seul à présenter une « note méthodologique complète ».

### Train de vie
Michel Delfau aurait également utilisé les cartes bancaires de ses sociétés à des fins personnelles pour satisfaire un important train de vie.